# Tucker Smith
Tucker Smith (nacido Thomas William Smith, 24 de abril de 1936 – 22 de diciembre se 1988) fue un actor, cantante y bailarín estadounidense conocido por su papel de Ice en la película musical West Side Story.

## Vida y carrera
Nacido en Filadelfia, Pensilvania, Tucker Smith fue recipiente de una beca del American Theatre Wing y se mudó a Nueva York desde su ciudad natal en septiembre de 1955. Poco después, se unió a una gira nacional de Damn Yankees. En 1958 se unió al reparto de la producción original de Broadway, West Side Story, como un reemplazo para hacer del personaje Big Deal, para luego pasar a interpretar los papeles de Diesel y Snowboy. Se preparó para el papel de Riff y interpretó el papel varias veces. El musical fue en una gira por Estados Unidos desde junio de 1959 hasta abril de 1960.
Smith fue uno de varios actores y actrices de la obra de Broadway production que fueron elegidos para aparecer en la versión cinematográfica de West Side Story. Fue contratado para hacer de Ice, un papel recién creado para la película. En ella, fue el cantante y voz principal de la canción "Cool‚" que originalmente era cantada por el personaje de Riff en el musical de Broadway. Además de interpretar "Cool‚" Smith dobló parte de las canciones en las que aparecía cantando Russ Tamblyn, quién hizo el papel de Riff, como en "Jet Song."
Después de la película, Smith continuó su asociación con West Side Story. Hizo de Riff en las producciones de Los Ángeles en 1962 y Sacramento en 1963, este último junto a Sylvia Lewis en el papel de Anita. Volvió a interpretar el papel en 1964, cuando West Side Story se embarcó en una gira a Tokio, Japón. Justo antes de la gira de West Side Story' en Japón, Smith había actuado en el 1964 New York World's Fair en el DuPont Pavilion en el The Wonderful World of Chemistry.[cita requerida] Ese mismo año, Smith apareció en el musical de Broadway, Anyone Can Whistle. Después del paso del musical en Filadelfia, el espectáculo se canceló después de una semana y nueve actuaciones.
Después de West Side Story, Smith tuvo pequeños papeles en cine y televisión; a veces como bailarín (To Be or Not to Be, How to Succeed in Business Without Really Trying, Hello, Dolly!, Hearts of the West, At Long Last Love), y a menudo en papeles no acreditados (Police Squad!). Algunas de sus apariciones televisivas más conocidas tuvieron lugar en las series Surfside Six y 87th Precinct.
Además, Smith actuó en espectáculos de Las Vegas, clubs de alterne, cabarets, y producciones escénicas en Estados Unidos y en el extranjero. Entre su trabajo en los escenarios se encuentra Parade con Carole Cook y Michele Lee, Vintage '60, también junto a Michele Lee y Sylvia Lewis, la producción de San Francisco, Half a Sixpence junto a Anne Rogers y Roger C. Carmel, y la versión musical de 1973 de Gone With the Wind, con coreografía de Joe Layton. Smith se fue de gira con Carol Channing para Carol Channing with Her 10 Stout-Hearted Men en 1970‚ que contó también con la coreografía de Joe Layton. Finalmente, Smith hizo una gira internacional con su propio espectáculo en clubs de alterne.

## Vida personal
David Ehrenstein, autor del libro Open Secret: Gay Hollywood, 1928–2000, afirmó que Smith era abiertamente homosexual, y como resultado, su carrera en Hollywood no siguió adelante.
En la década de los 70, Smith era propietario y gestionaba un bar llamado Tucker's Turf en North Hollywood.
Tucker Smith falleció de cáncer el 22 de diciembre de 1988, a la edad de 52 años en el UCLA Medical Center de Los Ángeles, California. Su muerte se atribuyó a un cáncer de laringe, garganta o mandíbula que le había sido diagnosticado a finales de 1986. Al momento de su muerte, le sobrevivían tres hermanas. Después de su muerte, fue enterrado en su ciudad natal de Filadelfia.
En su autobiografía It's Always Something, escrita poco antes de su propia muerte por cáncer, la comediente Gilda Radner expreso su emoción por haber tenido a Tucker Smith en su grupo de apoyo para enfermos de cáncer ya que era fan de su actuación en West Side Story.

## Filmografía
| Año  | Título                                           | Papel                           | Notaa         |
| ---- | ------------------------------------------------ | ------------------------------- | ------------- |
| 1961 | West Side Story                                  | Ice (Jets)                      |               |
| 1967 | How to Succeed in Business Without Really Trying | Peatón / Ejecutivo de baile     | No acreditado |
| 1967 | The Producers                                    | Bailarín principal              | No acreditado |
| 1969 | Hello, Dolly!                                    | Bailarín                        | No acreditado |
| 1975 | At Long Last Love                                | El bailarín masculino primitivo |               |
| 1975 | Hearts of the West                               | Noodle in Pith Helmet           |               |
| 1983 | To Be or Not to Be                               | Klotski's Klown                 |               |